# Десни, Ксения
Ксения Десни (укр. Ксенія Десні), урождённая Ксения Александровна Десницкая (19 января 1894, Киев — 27 июня 1954, Рокфор-ле-Пен) — немецкая актриса украинского происхождения, снималась в немом кино.

## Биография
Родилась 19 января 1894 года в Киеве. Артистические способности проявились у неё ещё в юности и нашли выражение в страсти к танцу. Родители поощряли увлечение дочери. Известно, что в начале 1910-х она приезжала в Германию, где в 1911 году родила дочь, будущую актрису Тамару Десни. Во время революции Ксения бежала в Константинополь, где некоторое время танцевала в различных варьете, и в начале 1920-х перебралась в Берлин.
В 1921 году дебютировала в кино снявшись в фильме «Чёрная пантера». Первую главную роль она получила в 1922 году в картине Йоханнеса Гютера «Зов рока». Всего Гютер снял Десни в восьми фильмах — в том числе в довольно успешных картинах «Принцесса Суварина» (1923), «Прыжок в жизнь» (1924), где она сыграла цирковую акробатку, «Башня безмолвия» (1925).
Другими заметными работами актрисы тех лет были фильмы «Вильгельм Телль» (1923), «Другая» (1924) Герхарда Лампрехта, «Обретённая невеста» (1925), «Грёзы о вальсе» (1925) Людвига Бергера. Последний фильм — и одна из самых выразительных работ актрисы — был снят по мотивам оперетты Оскара Штрауса, что было довольно смело для немого фильма.
Расцвет карьеры Десни пришелся на 1926−1927 годы. Она активно снималась, и её партнерами становились не менее популярные артисты — Рудольф Кляйн-Рогге (в 1927 году он снялся в «Метрополисе» Фрица Ланга, а с Десни играл в фильме «Бриллиантовая роза»), Ольга Чехова и Макс Хансен («Семья Шимек — венские сердца»), Вилли Фрич («Невеста боксёра»), Гарри Лидтке («Солдат Мари» и «Девушка из народа») и другие.
С наступлением эры звукового кино Десни, равно как и многие другие популярные актрисы, перестала быть востребована и в 1929 году ушла из кино. Как сложилась её жизнь далее — неизвестно. В 1954 году (по другим данным — в 1962 году) она умерла во Франции.